# Pallanuoto Trieste
La Pallanuoto Trieste est un club de water-polo fondé en 2003 et basé à Trieste.
Il évolue en Serie A1 depuis 2015-2016.
Résultat de la fusion en 2003 des sections de water-polo des clubs US Triestina Nuoto (champion d'Italie en 1929) et de AS Edera Trieste.